# Skipiste

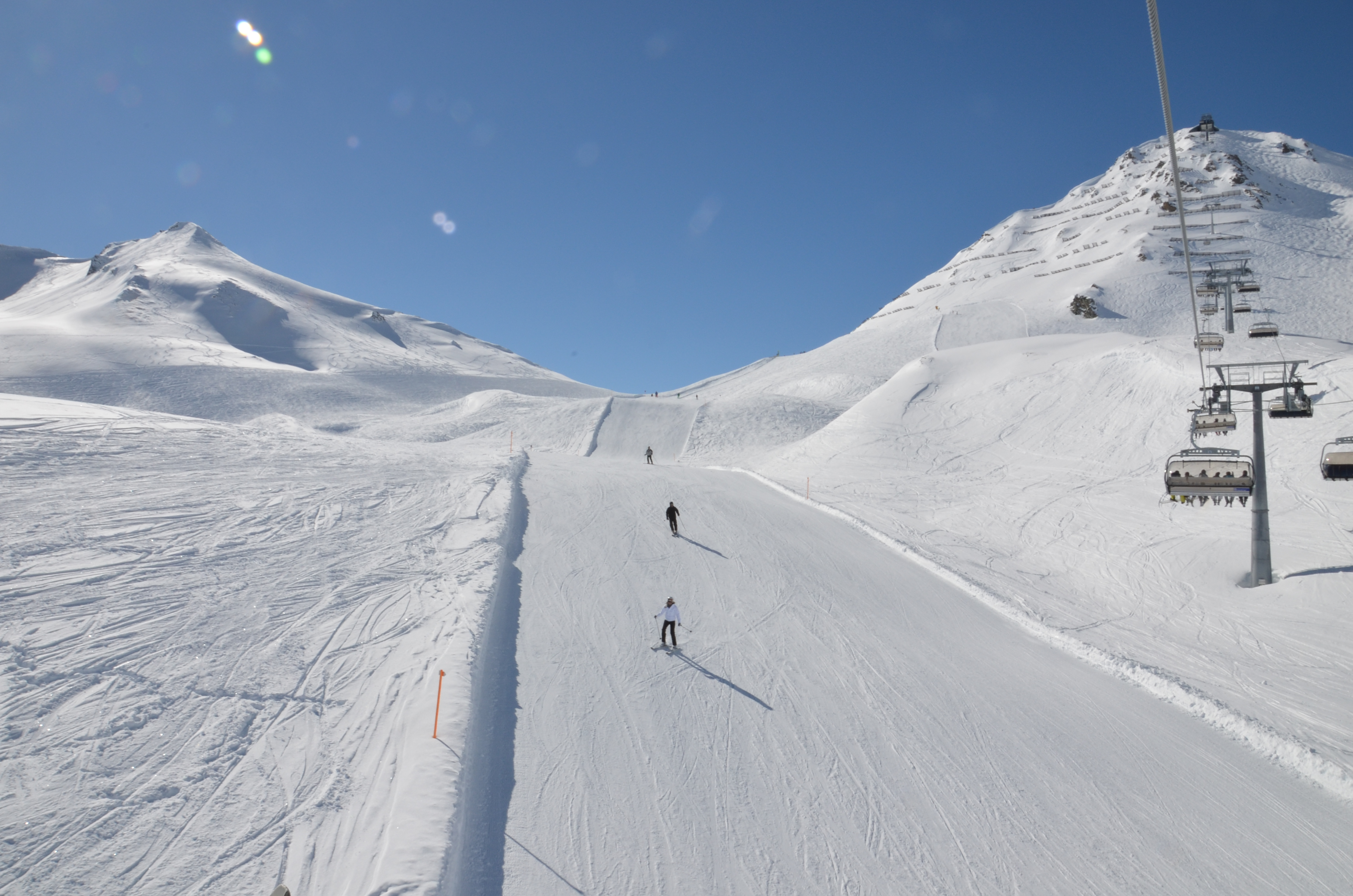
Präparierte Skipiste

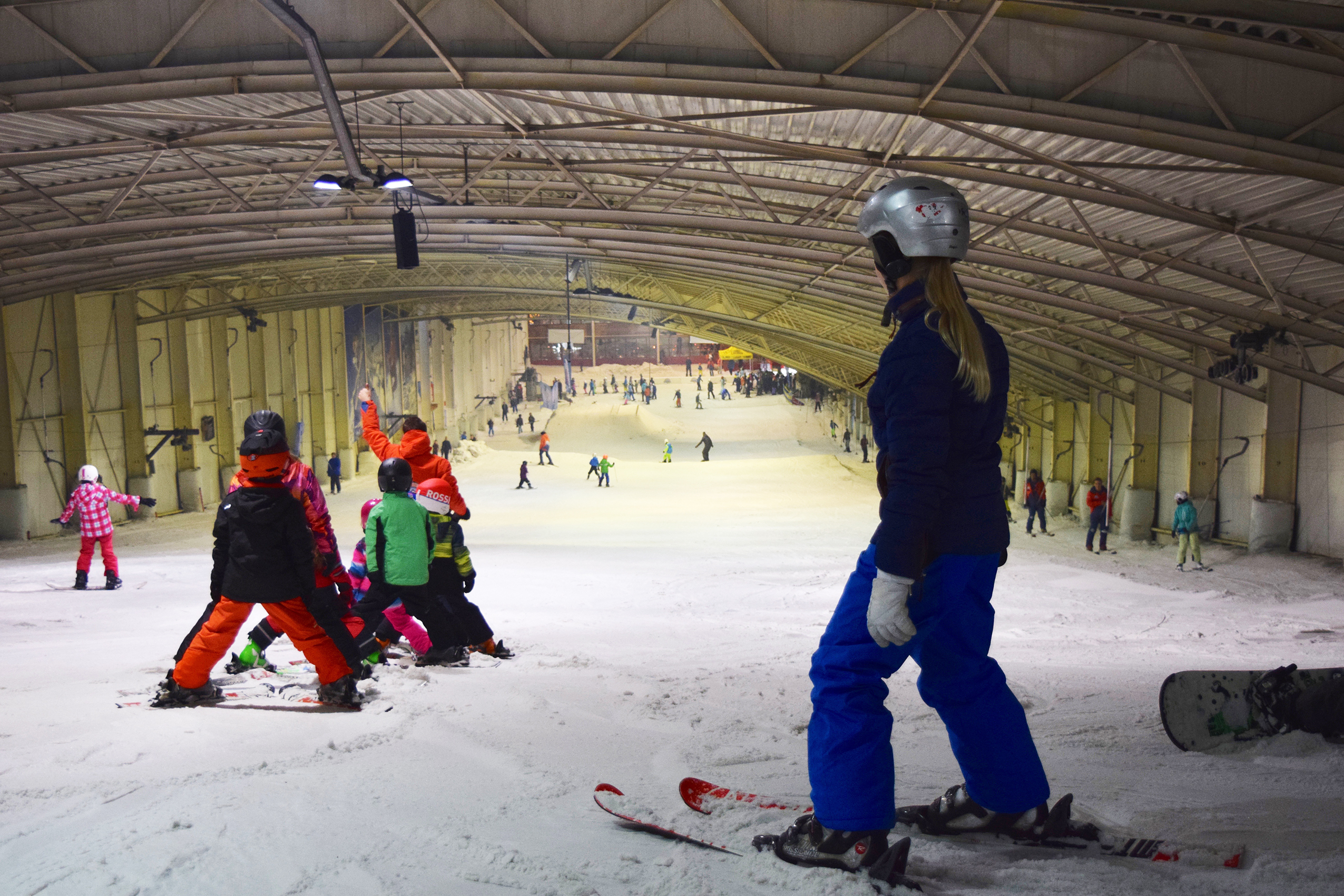
Piste in einer Skihalle

Eine Skipiste, in Österreich Schipiste, ist ein Teil eines Berges, der für das Skifahren und das Snowboardfahren vorgesehen ist. Eine Skipiste wird in der Regel vom Betreiber eines Skigebiets angelegt, je nach Schwierigkeitsgrad farblich markiert und durch Fangnetze und weitere Maßnahmen gesichert. Auf Skipisten gelten die in der Regel vom Internationalen Skiverband (FIS) aufgestellten Verhaltensregeln, die FIS-Regeln.
Der Betreiber präpariert in der Regel die Pisten mit Pistenfahrzeugen, sichert sie gegen alpine Gefahren wie Lawinen und sorgt für die Kontrolle durch den Rettungsdienst.
Die Anlage von Skipisten größeren Umfanges erfordert zudem eine ausreichende verkehrliche bzw. touristische Erschließung durch Individualverkehr oder ÖPNV.
Unter Berücksichtigung von Naturschutz und Verkehrslenkung geplante Skipisten können ein wesentlicher Beitrag dazu sein, „wildes“ Skifahren gerade auch im Interesse des Biotopschutzes zu unterbinden.
Rechtlich kann festgelegt werden, dass die Anlage einer Skipiste nicht oder nur bis zu einem bestimmten Ausmaß zu irreversiblen Schäden an der Umwelt führen darf. Schäden an der Grasnarbe führen in aller Regel zu Bodenerosion. Außerhalb der Skisaison können – je nach Rechtslage – Skipistenbetreiber gezwungen werden, dass Schäden, die der Skibetrieb der Umwelt zugefügt hat, beseitigt werden und gegebenenfalls die Streckenführungen verändert werden. Dies ist vor allem erforderlich, wenn es die Regeneration der Vegetation einer über Gebühr und damit eigentlich unzulässigerweise in Anspruch genommenen Fläche mehr als die zwischensaisonale Zeit erfordert.
Eine Skipiste kann sich auch in einer Skihalle befinden. Zur Überwindung von Wegstrecken befinden sich neben oder nahe der Skipisten Skilifte, Sessellifte und andere Transportmittel.

## Arten

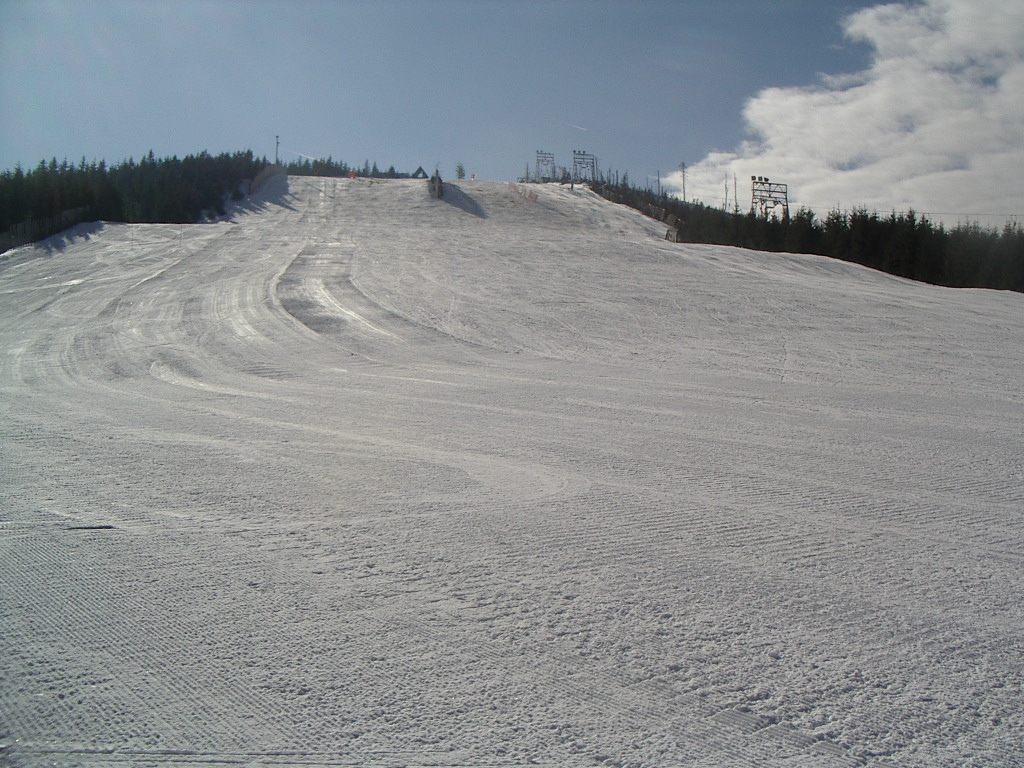
Breite, flache Skipiste (Schwierigkeitsgrad blau)

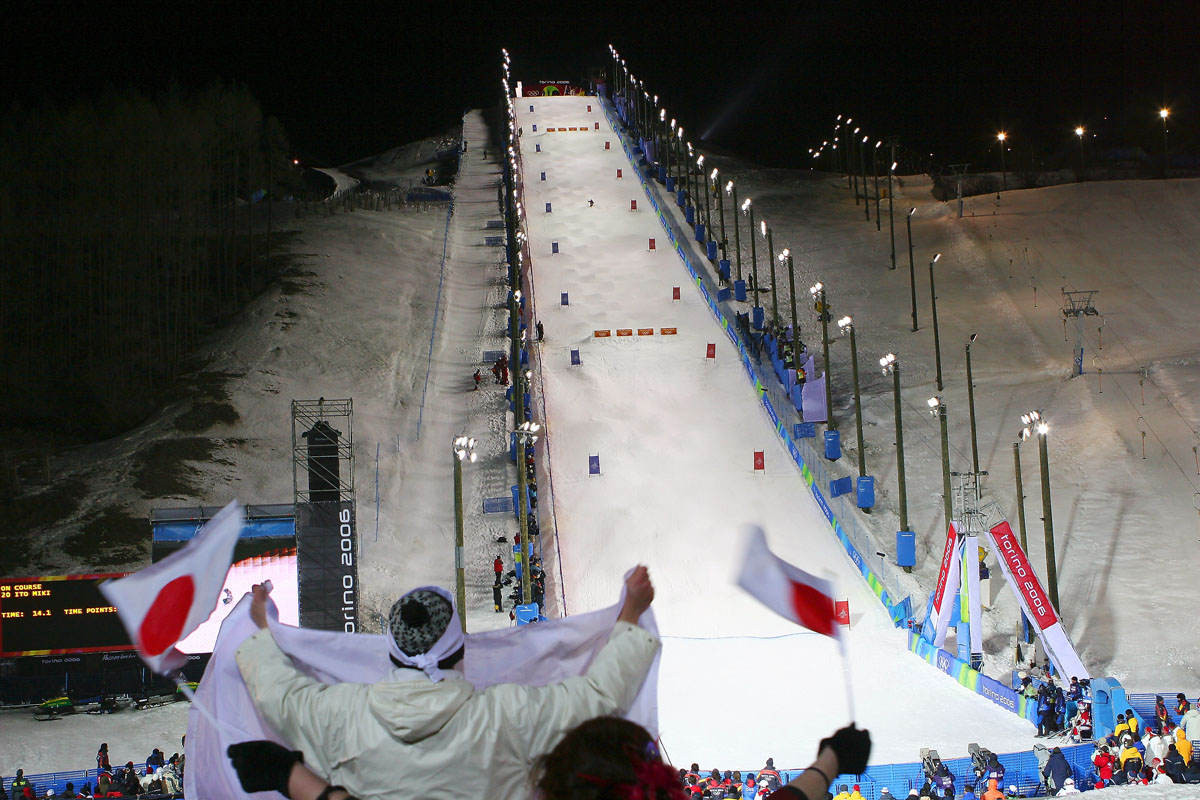
Buckelpiste bei den Olympischen Winterspielen 2006

Es gibt neben den präparierten Skipisten auch verschiedene spezielle Skipisten:
- flache, eher schmale Ziehwege, auf denen „laufen gelassen“ oder angeschoben werden muss
- hindernisfreie, nicht zu steile „Autobahnen“, die ideale Bedingungen zum Carving bieten
- nicht präparierte, aber markierte und vor Lawinengefahr gesicherte Skirouten, auf denen das sichere Tiefschneefahren möglich ist
- unebene Buckelpisten
- besonders abgesicherte Übungshänge für Anfänger, meist durch eine spezielle Seilbahn (einen Übungslift) erschlossen.

Eine Skipiste wird umgangssprachlich auch als Abfahrt bezeichnet. Der Abfahrtslauf dagegen ist eine der alpinen Skidisziplinen, die auf einer Skipiste durchgeführt werden.

## Markierung

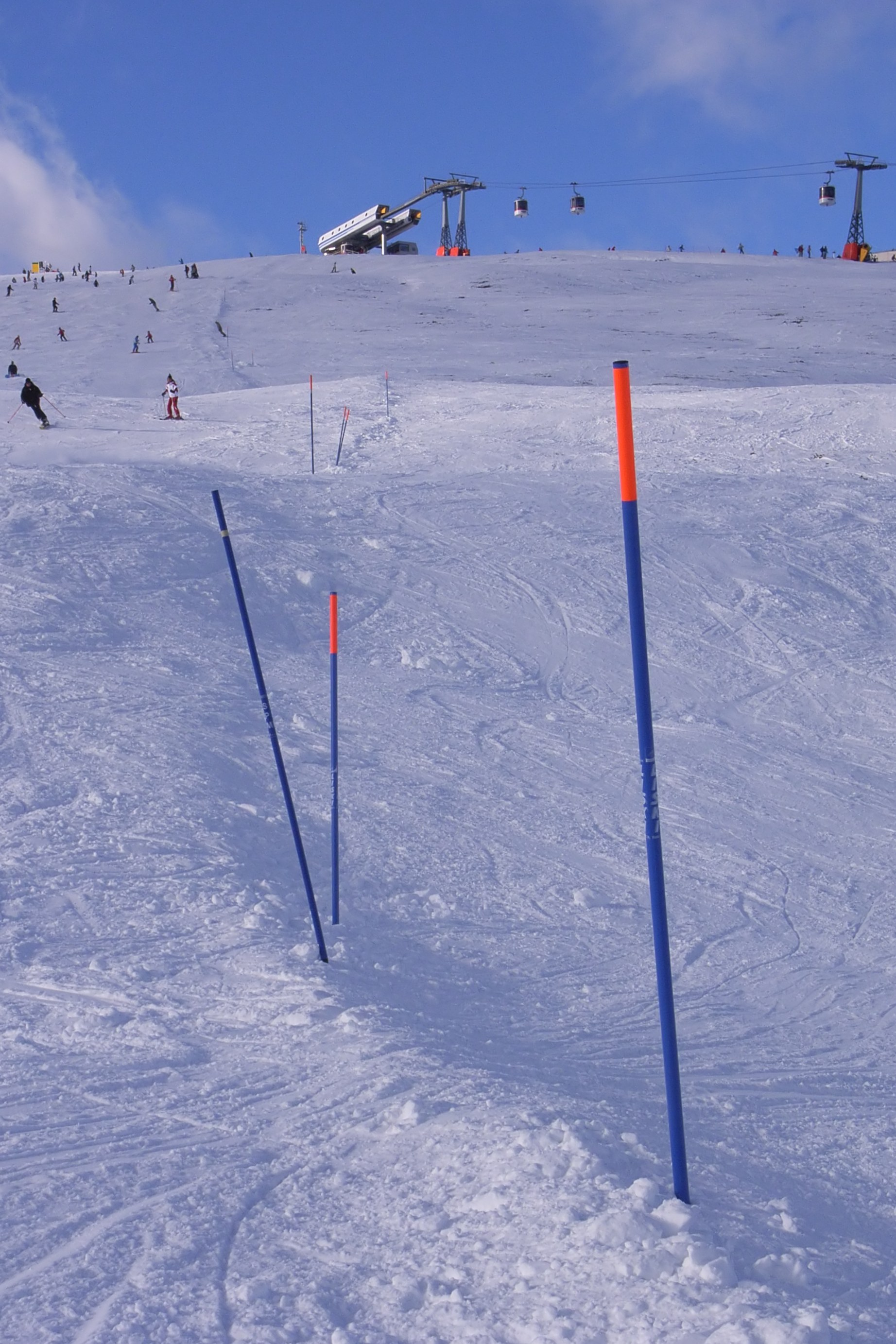
Begrenzungsmarkierungen einer leichten („blauen“) Skipiste

Die Pistenmarkierung (Pistenkennzeichnung) hat:
- Orientierungsfunktion und
- Sicherungsfunktion

Eine Skipiste erhält in der Regel eine eindeutige Nummer und wird durch runde Schilder mit der Nummer der Piste markiert. In manchen Skigebieten fehlen diese Nummern allerdings und die Orientierung geschieht durch Abfahrtsnamen. Hier stehen dann an jeder Gabelung Wegweiser. Die Schilder sind entsprechend dem Schwierigkeitsgrad der Skipiste eingefärbt. Umgangssprachlich überträgt sich die Farbe der Markierung häufig auf die Skipiste, man spricht dann bei einer blau markierten Skipiste von einer „blauen Piste“.
Oftmals existiert zur Abgrenzung zwischen einer markierten Piste und dem ungesicherten Raum eine Abgrenzung in Form von kreisförmigen Schildern, die halb rot und halb grün eingefärbt sind. Diese Schilder dürfen immer nur auf der grünen Seite passiert werden.
Markierte Skipisten werden regelmäßig kontrolliert und sind mit Pistenmarkierungen auch gegen atypische Gefahren abgesichert. Die Präparierung von Skipisten gehört nicht zwingend zur Pistensicherung.
Auf atypische (d. h. nicht pistenkonforme) Gefahrenstellen wird durch:
- Hinweise
- Markierungen
- Schneewälle
- Absperrungen und/oder
- Fangnetze

hingewiesen bzw. sie werden durch Polsterungen gesichert.

## Schwierigkeitsgrade in den Alpen

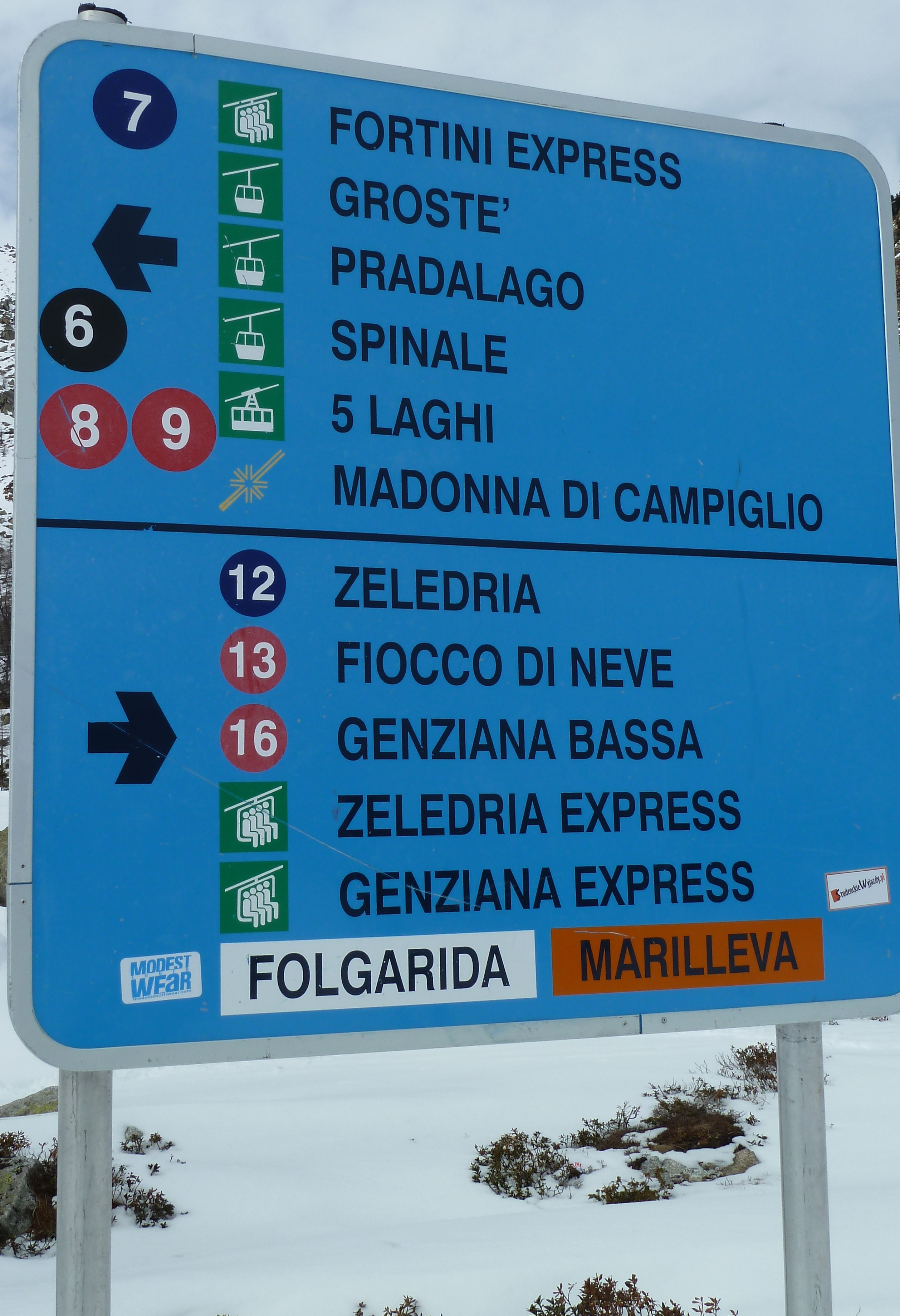
Orientierungstafel mit Pistennummern in verschiedenen Schwierigkeitsgraden

Wie schwer eine Skipiste für den Wintersportler zu bewältigen ist, ergibt sich aus der Betrachtung des Gefälles (Gradiente). Der Schwierigkeitsgrad erhöht sich durch schlechte Sicht- und Schneeverhältnisse.
Die Schwierigkeitsgrade sind in den Normen DIN 32912 und ÖNORM S 4610 f wie folgt festgelegt:
| Symbol | Klassifizierung/ Schwierigkeitsgrad | Beschreibung |
| ------ | ----------------------------------- | --- |
|        | Blau/ Leichte Abfahrt               | Die Skipiste hat nicht mehr als 25 % Längs- und Quergefälle, mit Ausnahme kurzer Teilstücke im offenen Gelände. |
|        | Rot/ Mittelschwere Abfahrt          | Die Skipiste hat nicht mehr als 40 % Längs- und Quergefälle, mit Ausnahme kurzer Teilstücke im offenen Gelände. |
|        | Schwarz/ Schwierige Abfahrt         | Die Skipiste hat mehr als 40 % Längs- und Quergefälle.                                                          |

Daneben werden sehr einfache und flache Skipisten sowie Übungshänge in vielen Skigebieten grün markiert.
In den FIS-Verhaltensregeln sind die Kennzeichnungen für die Schwierigkeitsgrade mit Schwarz, Rot, Blau und Grün angegeben. Besonders in Frankreich werden Pisten auch grün markiert.

## Schwierigkeitsgrade in Nordamerika und Neuseeland
Die Schwierigkeitsgrade werden durch ein System mit Farb- und Formsymbol angezeigt – hier gilt Blau für mittelschwere Pisten. Die Gefällebeschränkungen sind in den USA strikt – eine blaue Piste wird keine Teilstücke mit mehr Gefälle als 40 % enthalten.
| Symbol | Klassifizierung/ Schwierigkeitsgrad      | Beschreibung                                                           |
| ------ | ---------------------------------------- | ---------------------------------------------------------------------- |
|        | Grüner Kreis/ Leichte Abfahrt            | Das Gefälle sollte im Bereich von 6 % bis 25 % liegen.                 |
|        | Blaues Quadrat/ Mittelschwere Abfahrt    | Das Gefälle sollte im Bereich von 25 % bis 40 % liegen.                |
|        | Schwarze Raute/ Schwierige Abfahrt       | Das Gefälle liegt jenseits der 40 %.                                   |
|        | Doppelte schwarze Raute/ Extreme Abfahrt | Besondere Schwierigkeiten wie enge Kehren und unübersichtliche Kanten. |

## Schwierigkeitsgrade in Schweden und Norwegen
Die Schwierigkeit ergibt sich aus der Betrachtung des Gefälles und wird farblich markiert:
| Symbol | Klassifizierung/ Schwierigkeitsgrad      | Beschreibung                      |
| ------ | ---------------------------------------- | --------------------------------- |
|        | Grüner Kreis/ Sehr leichte Abfahrt       | Bis 9° (16 %) Gefälle.            |
|        | Blaues Quadrat/ Leichte Abfahrt          | Bis 15° (27 %) Gefälle.           |
| _      | Rotes Rechteck/ Mittelschwere Abfahrt    | Bis 25° (47 %) Gefälle.           |
|        | Schwarze Raute/ Schwierige Abfahrt       | Über 25° (47 %) Gefälle.          |
|        | Doppelte schwarze Raute/ Extreme Abfahrt | Extrem, rund 45° (100 %) Gefälle. |

## Sonderformen

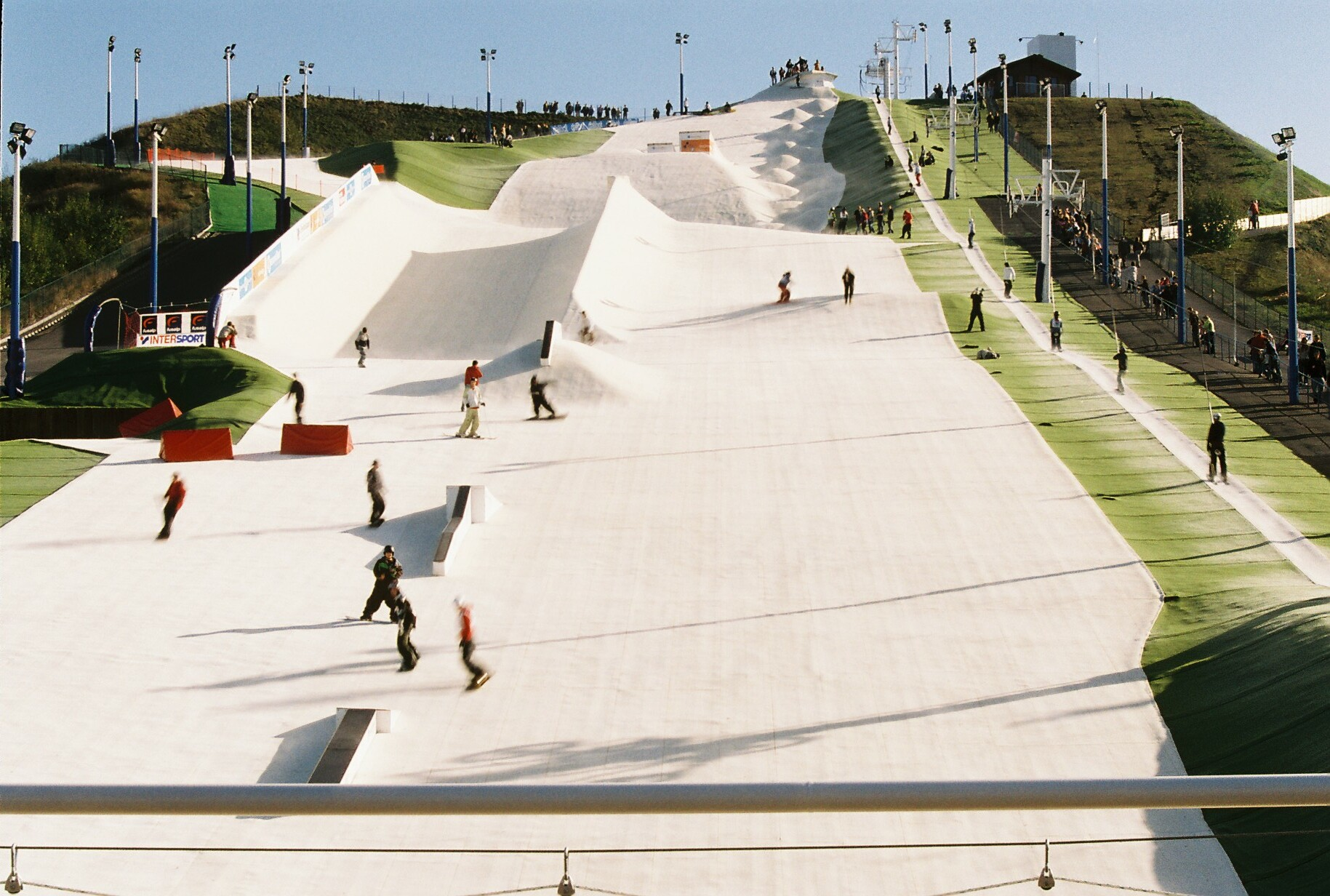
Skipiste aus Kunststoff

Es gibt auch Sandpisten, auf denen Ski gefahren wird. Ein Beispiel hierfür ist der Monte Kaolino. Ebenso gibt es mit Kunststoffmatten belegte Pisten, auf denen auch im Sommer gefahren werden kann.

## Tourengehen
Skipisten zum Abfahren werden zunehmend auch zum Aufsteigen, also zum Skitourengehen benutzt. Das Skigebiet Hochkönig, Salzburg installierte Mitte Dezember 2019 ein Drehkreuz für Skitourengeher mit Kontrolleur, wo 14 Euro pro Tag zu bezahlen sind.
Regeln für Pistentourengehen für ein Miteinander mit den Abfahrern wurden aufgestellt, an manchen Orten wird lenkende Wegweisung ausgeschildert, es gibt mitunter Routen- und Tourenabende.